# Marshall County (Illinois)
Das Marshall County ist ein County im US-amerikanischen Bundesstaat Illinois. Im Jahr 2010 hatte das County 12.640 Einwohner und eine Bevölkerungsdichte von 12,6 Einwohnern pro Quadratkilometer. Der Verwaltungssitz (County Seat) ist Lacon.

## Geografie
Das County liegt im mittleren Norden von Illinois beiderseits des Illinois River. Es hat eine Fläche von 1032 Quadratkilometern, wovon 32 Quadratkilometer Wasserfläche sind. An das Marshall County grenzen folgende Nachbarcountys:
| Bureau County | Putnam County   |                |
| Stark County  |                 | LaSalle County |
| Peoria County | Woodford County |                |

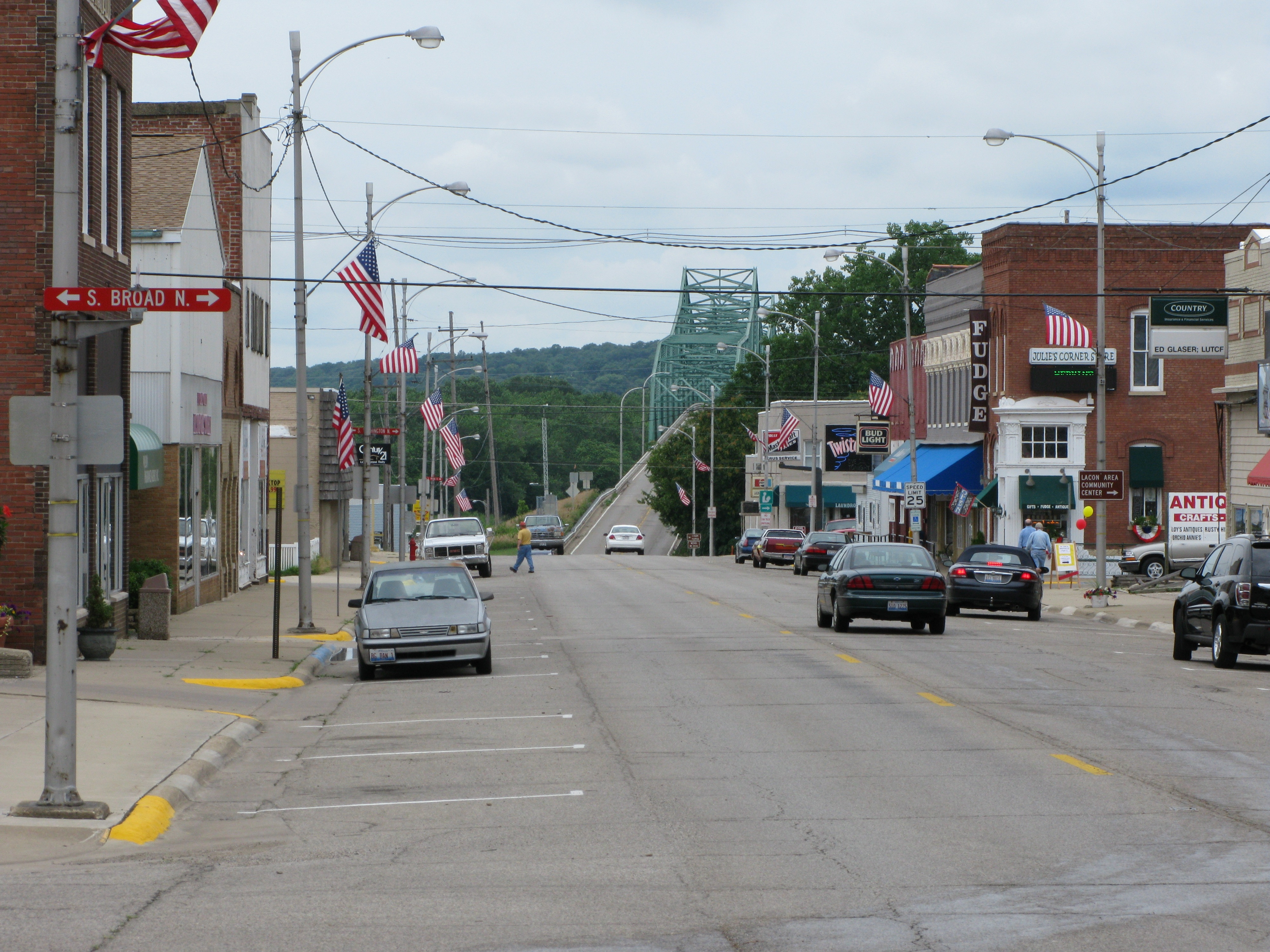
Lacon
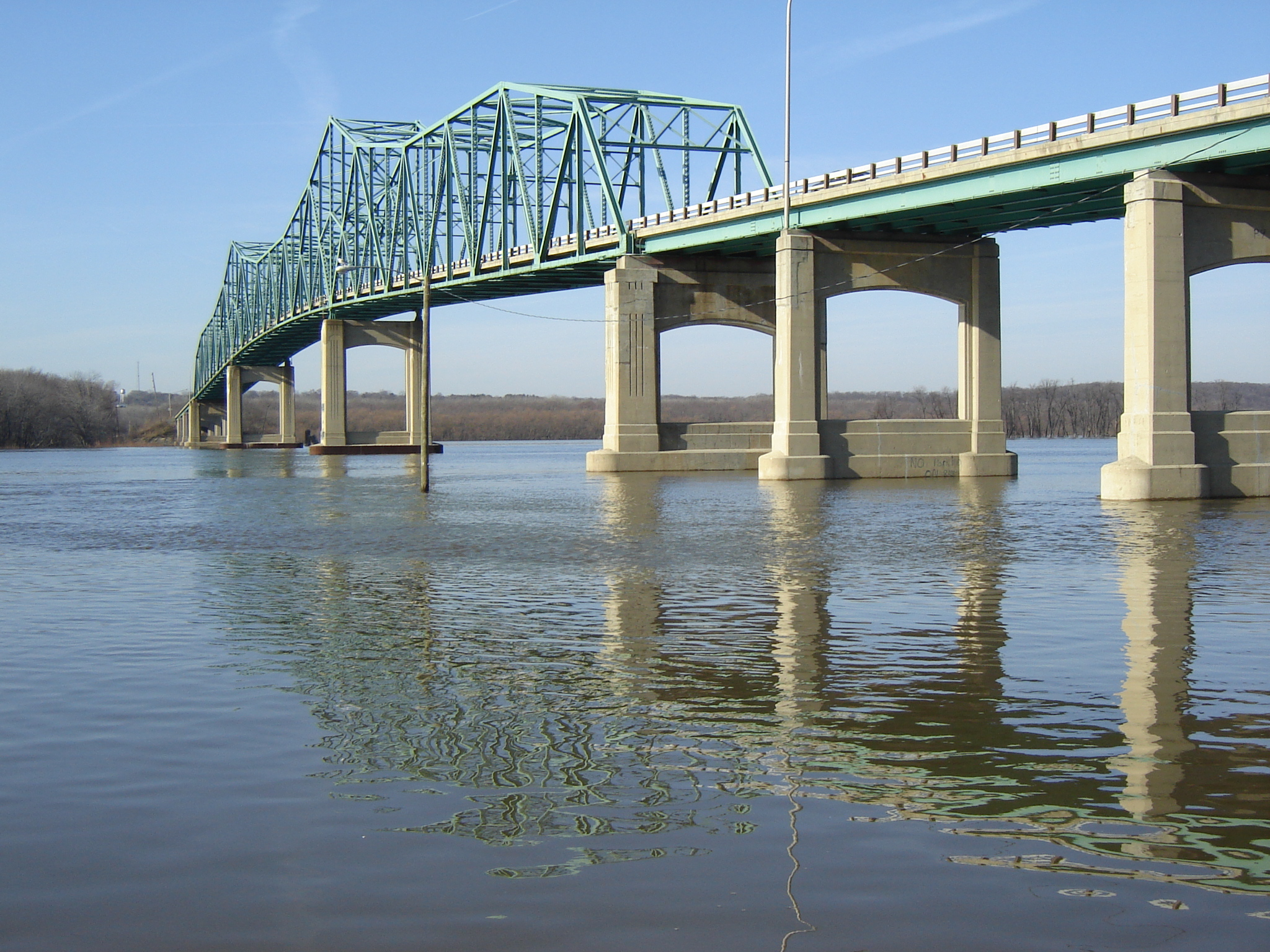
Lacon Bridge über den Illinois River
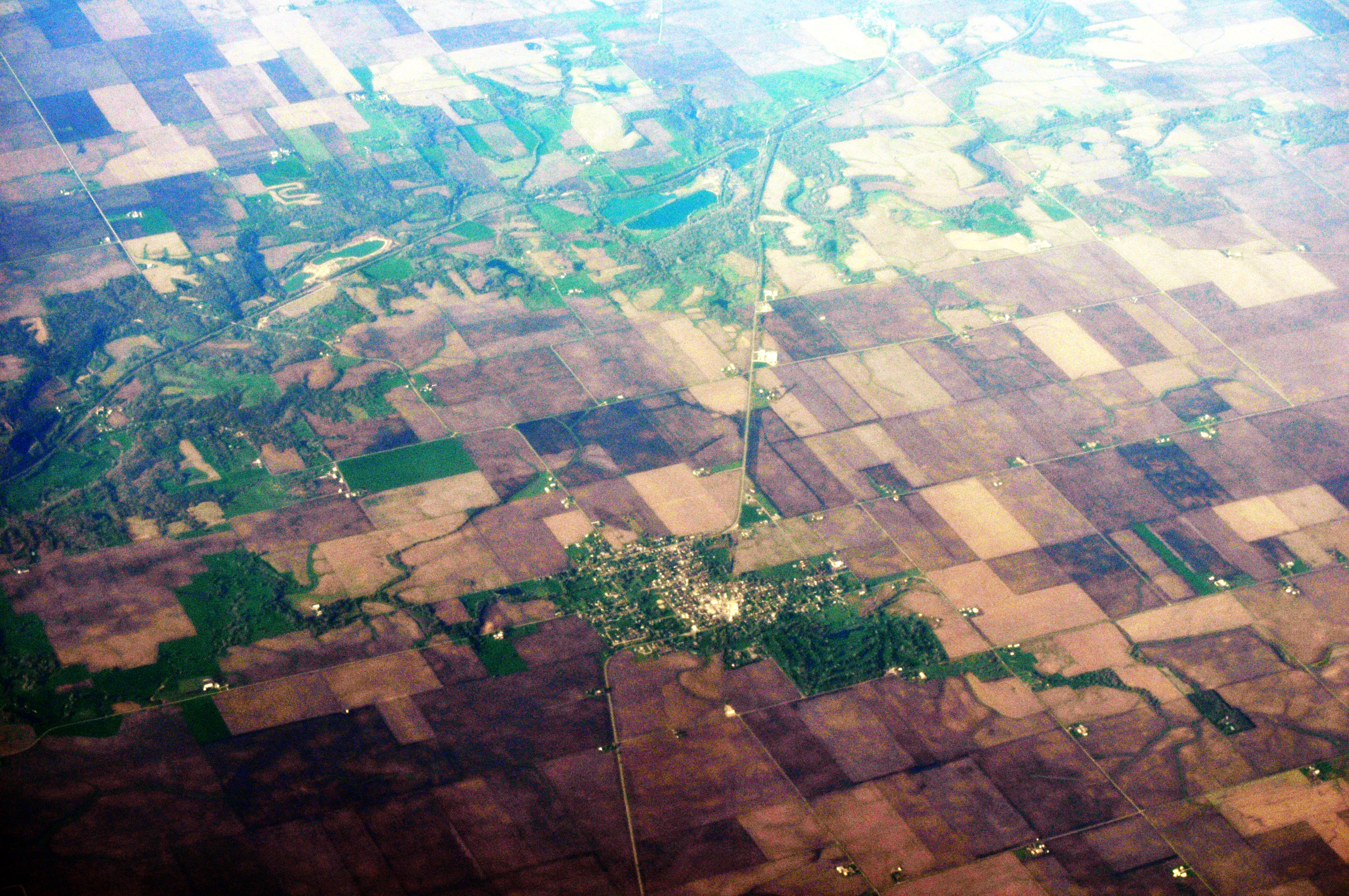
Luftbild von Washburn

## Geschichte

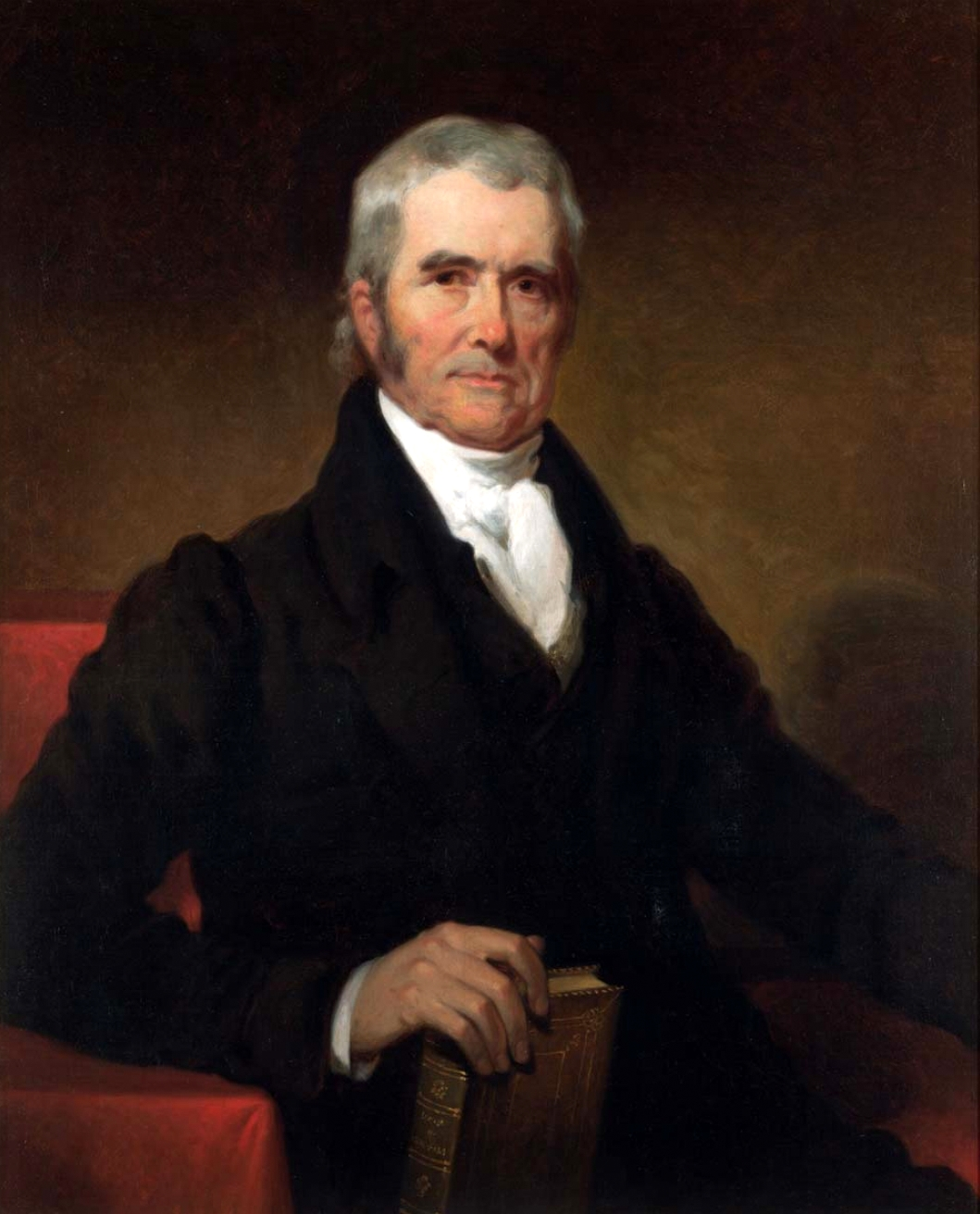
John Marshall

Das Marshall County wurde am 19. Januar 1839 aus Teilen des Bond- und des Clark County gebildet. Benannt wurde es nach John Marshall (1755–1835), einem Abgeordneten des US-Repräsentantenhauses (1799–1800), Außenminister (1800–1801) und langjährigen Obersten Richter der Vereinigten Staaten (1801–1835).

### Territoriale Entwicklung

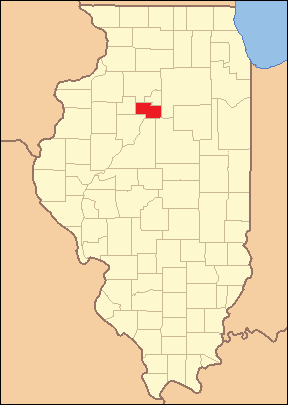
Das Marshall County von seiner Gründung im Jahr 1839 bis 1843
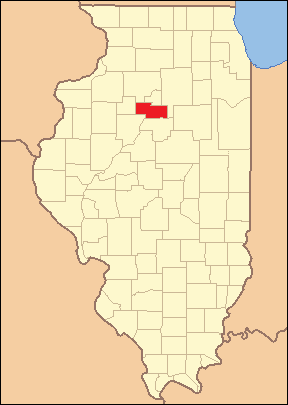
1843 bis heute

## Demografische Daten
Nach der Volkszählung im Jahr 2010 lebten im Marshall County 12.640 Menschen in 5061 Haushalten. Die Bevölkerungsdichte betrug 12,6 Einwohner pro Quadratkilometer. In den 5061 Haushalten lebten statistisch je 2,45 Personen.
Ethnisch betrachtet setzte sich die Bevölkerung zusammen aus 98,0 Prozent Weißen, 0,5 Prozent Afroamerikanern, 0,2 Prozent amerikanischen Ureinwohnern, 0,5 Prozent Asiaten sowie aus anderen ethnischen Gruppen; 0,8 Prozent stammten von zwei oder mehr Ethnien ab. Unabhängig von der ethnischen Zugehörigkeit waren 2,7 Prozent der Bevölkerung spanischer oder lateinamerikanischer Abstammung.
21,5 Prozent der Bevölkerung waren unter 18 Jahre alt, 58,5 Prozent waren zwischen 18 und 64 und 20,0 Prozent waren 65 Jahre oder älter. 50,7 Prozent der Bevölkerung war weiblich.

Das jährliche Durchschnittseinkommen eines Haushalts lag bei 51.642 USD. Das Pro-Kopf-Einkommen betrug 25.600 USD. 9,3 Prozent der Einwohner lebten unterhalb der Armutsgrenze.

## Ortschaften im Marshall County
Citys
- Henry
- Lacon
- Toluca
- Wenona1

Villages
| - Hopewell - La Rose - Sparland | - Varna - Washburn2 |

Unincorporated Communities
| - Broadmoor - Camp Grove - La Prairie Center - Pattonsburg | - Saratoga Center - Whitefield3 - Wilbern |

1 – teilweise im LaSalle County

2 – teilweise im Woodford County

3 – teilweise im Bureau County

## Gliederung
Das Marshall County ist in zwölf Townships eingeteilt:
| Township            | Einwohner (2010) | FIPS     |
| ------------------- | ---------------- | -------- |
| Bell Plain Township | 400              | 17-04949 |
| Bennington Township | 1669             | 17-05235 |
| Evans Township      | 1322             | 17-24569 |
| Henry Township      | 2700             | 17-34176 |
| Hopewell Township   | 562              | 17-36152 |
| Lacon Township      | 2501             | 17-40572 |

| Township            | Einwohner (2010) | FIPS     |
| ------------------- | ---------------- | -------- |
| La Prairie Township | 364              | 17-42093 |
| Richland Township   | 446              | 17-63589 |
| Roberts Township    | 925              | 17-64668 |
| Saratoga Township   | 286              | 17-67691 |
| Steuben Township    | 1163             | 17-72585 |
| Whitefield Township | 302              | 17-81230 |